# Music to Be Murdered By
Music to Be Murdered By ist das elfte Soloalbum des US-amerikanischen Rappers Eminem. Es erschien unangekündigt am 17. Januar 2020 zum Download und Streaming über die Labels Shady Records, Aftermath Entertainment sowie Interscope Records. Am 28. Januar 2020 wurde es auch als CD und LP veröffentlicht.

## Hintergrund
Music to Be Murdered By erschien, wie schon das Vorgängeralbum Kamikaze, ohne Vorankündigung. Der Titel ist eine Hommage an den Regisseur Alfred Hitchcock, der 1958 ein Album unter demselben Namen veröffentlichte. Hitchcock wird auch mehrfach auf dem Album zitiert.
Zeitgleich veröffentlichte Eminem das Albumcover in den sozialen Netzwerken sowie ein Musikvideo zum Song Darkness, an dessen Ende die Zuschauer aufgefordert werden, für schärfere Waffengesetze in den Vereinigten Staaten einzutreten.

## Inhalt
Eminem kehrt auf dem Album abermals zum Horrorcore-Stil zurück, den er schon vermehrt auf den Alben The Slim Shady LP und Relapse nutzte. Dafür schlüpft er in die Rolle seines Alter Egos Slim Shady und rappt unter anderem über Morde und weitere Gewalttaten.
Im ersten Song Premonition (Intro) blickt Eminem auf seine letzten beiden Studioalben Revival und Kamikaze zurück, die teilweise von Fans und der Musikpresse kritisiert wurden. Er zieht den Bogen zum Beginn seiner Karriere, als er unumstritten war und meint, er sei auch heute noch besser als die anderen. Letztendlich richtet Eminem sich an seine Kritiker und meint, das neue Album sei “music for you to be murdered by.” Auf Unaccommodating teilt Eminem, wie schon auf Kamikaze, gegen die heutige Rapszene aus, deren Musik er nicht mehr auf dem Niveau von früher sieht. Dabei nutzt er Wortspiele und Metaphern und vergleicht sich auf ironische Weise mit Diktatoren und Terroristen. Eine Zeile, die auf den Terroranschlag in Manchester am 22. Mai 2017 bei einem Konzert von Ariana Grande anspielt, löste in den Medien große Kritik aus. In You Gon’ Learn rappen Royce da 5′9″ und Eminem über ihren steinigen Lebensweg, von der Armut bis zum Rapstar, und die damit verbundenen Hürden, Rückschläge und Prüfungen, die sie immer stärker machten.
Those Kinda Nights beschreibt eine typische Partynacht zu Beginn von Eminems Karriere. Dabei befindet er sich mit seiner Rapgruppe D12 in einem Club, konsumiert Drogen und flirtet mit verschiedenen Frauen, bevor es schließlich zum Sex kommt. Auf In Too Deep rappt und singt Eminem aus der Sicht des lyrischen Ichs über eine komplizierte Dreiecksbeziehung, bei der seine Affäre einen Ehemann hat und sich beide nur heimlich treffen können und eifersüchtig aufeinander sind. Er selbst hat auch eine Freundin, wodurch sie beide in einer anderen Welt leben würden und nie gegenseitig die Nummer eins sein könnten, doch sei er verliebt und immer bereit, sich heimlich mit seiner Affäre zu treffen. Im Lied Godzilla vergleichen sich Eminem und Juice Wrld aufgrund ihres Raptalents mit dem fiktiven Monster Godzilla. Juice Wrld übernimmt den Refrain, während Eminem die drei Strophen rappt, wobei er zahlreiche Wortspiele, Vergleiche und Metaphern benutzt. Besonders schnell rappt Eminem in der letzten Strophe, wo er 10,65 Silben pro Sekunde bzw. 224 Wörter in 30 Sekunden rappt und somit seinen persönlichen Bestwert von Majesty und Rap God überbietet.
Bei Darkness rappt Eminem zunächst vermeintlich aus seiner Perspektive und beschreibt die Nervosität vor einem Konzert und vermischt diese mit seinem Leben bzw. seiner Karriere als Rapper. Die Angst vor einem leeren Konzert verbreitet sich bei ihm. In der dritten Strophe wird klar, dass Eminem aus der Perspektive des Massenmörders Stephen Paddock, der für den Massenmord in Las Vegas am 1. Oktober 2017 verantwortlich war, erzählt und nicht aus seiner eigenen. Dieser schlägt das Fenster seines Hotelzimmers ein und schießt auf die Menschenmenge eines Konzerts. Er sagt, dass ein Motiv nie ausfindig gemacht werden kann und erschießt sich anschließend. Am Ende des Songs werden verschiedene Medienberichte über Amokläufe eingespielt. Zu Beginn von Leaving Heaven reflektiert Eminem seinen heutigen Erfolg und Status, um kurz darauf über seine harte Kindheit zu rappen, in der er in Armut lebte und von anderen Kindern gemobbt und bestohlen wurde. Zudem richtet er sich an seinen am 26. Juni 2019 verstorbenen Vater und erneuert seine Vorwürfe, dass dieser nie für ihn da war und er deshalb schon vorher für ihn gestorben sei.
Der Song Yah Yah ist ein Posse Cut, bei dem Eminem zusammen mit Royce da 5′9″, Black Thought, Q-Tip und Denaun sein lyrisches Können zeigt. Dabei huldigt er verschiedenen Hip-Hop-Veteranen, die ihn inspiriert haben, darunter LL Cool J, Big L, Del tha Funkee Homosapien, K-Solo, Kool G Rap, Ol’ Dirty Bastard, Kool Moe Dee, Run-D.M.C., EPMD, The D.O.C., Ice-T, King Tee, Schoolly D, Public Enemy, Boogie Down Productions, Eric B. & Rakim, The Notorious B.I.G., N.W.A und Dr. Dre. Dagegen stellt Stepdad eine Abrechnung mit Eminems Stiefvater dar, der seine Mutter und ihn in seiner Kindheit tätlich angegriffen habe. Im Lied beschreibt Eminem Rachefantasien, die schließlich in der Ermordung seines Stiefvaters gipfeln. Auf Marsh bezeichnet der Rapper sich als Außerirdischen und rappt abermals schnell, mit zahlreichen Wortspielen, Vergleichen und Metaphern, um diese Behauptung zu untermalen. Das Lied Never Love Again beschreibt unter dem Deckmantel eines Trennungssongs Eminems frühere Drogenabhängigkeit. Er schwört, nie wieder rückfällig zu werden und spült die Drogen am Ende in der Toilette herunter.
Little Engine ist ein typischer Horrorcore-Song, in dem Eminem aus der Perspektive des lyrischen Ichs diverse Gewalttaten beschreibt, die er unter Drogeneinfluss begeht. Dabei werden verschiedene Mörder, wie O. J. Simpson, Charles Manson, Susan Atkins und Albert Henry DeSalvo, erwähnt. Auch auf Lock It Up rappt Eminem teilweise über Gewalt. Der Song Farewell ist ein Trennungslied, das von enttäuschter Liebe, innerer Zerrissenheit und Eifersucht handelt, was letztendlich wieder in Gewaltfantasien gegenüber dem Partner ausartet. In No Regrets greift Eminem seine turbulente Vergangenheit, sowohl hinsichtlich der Rapkarriere als auch privat, auf. Jedoch bereue er nichts und würde alles nochmal genauso machen. Zudem attackiert er die Leute, die den „alten“ Eminem zurückwollen. Der letzte Song I Will ist ein weiterer Posse Cut mit den ehemaligen Slaughterhouse-Mitgliedern KXNG Crooked, Royce da 5′9″ und Joell Ortiz. Er ist an den Oldschool-Hip-Hop angelehnt und handelt erneut von Gewalt, die die Rapper auf Wunsch des Teufels, der als Stimme in ihrem Kopf auftritt, begehen.

## Produktion und Samples
Dr. Dre und Eminem fungierten bei Music to Be Murdered By als Ausführende Produzenten. Eminem war dabei an der Produktion von 14 der 20 Titel beteiligt: Premonition (Intro) (zusammen mit Dawaun Parker, Dr. Dre, Luis Resto und Mark Batson), Unaccommodating (mit Tim Suby), You Gon’ Learn (mit Luis Resto und Royce da 5′9″), Those Kinda Nights (mit Fred und D.A. Got That Dope), In Too Deep (mit Tim Suby), Godzilla (mit D.A. Got That Dope), Darkness (mit Luis Resto und Royce da 5′9″), Leaving Heaven (mit Skylar Grey), Stepdad (mit Luis Resto und The Alchemist), Marsh (mit Luis Resto), Never Love Again (mit Dawaun Parker, Dem Jointz, Dr. Dre und Trevor Lawrence Jr.), Farewell (mit Ricky Racks), No Regrets (mit D.A. Got That Dope) und I Will (mit Luis Resto). Zudem stammt die Musik zu Yah Yah von Mr. Porter. Das Lied Little Engine wurde von Dawaun Parker, Dr. Dre, Erik Griggs sowie Trevor Lawrence Jr. produziert, und ebendiese produzierten zusammen mit Dem Jointz den Song Lock It Up. Die Skits Alfred (Interlude) und Alfred (Outro) wurden jeweils von Andre Brissett, Dawaun Parker und Dr. Dre produziert, während Letzterer den Skit Stepdad (Intro) allein produzierte.
Neun Stücke des Albums enthalten Samples von Titeln anderer Künstler. So beinhaltet Darkness eine Interpolation aus The Sound of Silence von Simon & Garfunkel, während bei Farewell der Track No Games von Serani gesampelt wird. Stepdad enthält Auszüge des Liedes Amame Peteribi der argentinischen Rockband Pescado Rabioso, und der Song You Gon’ Learn sampelt das Stück With You I’m Born Again von Billy Preston und Syreeta. Yah Yah enthält Elemente der Titel Woo Hah!! Got You All in Check von Busta Rhymes sowie They Want EFX von Das EFX, während Little Engine den Song Do Not Stand a Ghost of a Chance With You von Alfred Hitchcock sampelt. Zudem enthalten Premonition (Intro) und Alfred (Interlude) Samples aus Music to be Murdered By von Alfred Hitchcock, wobei dieser auch in Alfred (Outro) mit dem Stück The Hour of Parting gesampelt wird.

## Covergestaltung
Das Albumcover zeigt ein Foto von Eminem im schwarzen Anzug, mit schwarzer Krawatte und schwarzem Hut. Er sieht den Betrachter mit ernstem Blick an und hält eine Schaufel in der Hand. Unter dem Foto befinden sich der Titel Music to Be Murdered By in Weiß bzw. Orange sowie die schwarzen Schriftzüge Stereo – The Finest in Hip Hop Since 1997 und Slim Shady. – Im Jahr 1997 schlüpfte Eminem erstmals in die Rolle seines Alter Egos Slim Shady und veröffentlichte die Slim Shady EP. Im rechten Teil des Covers ist eine rote Wand zu sehen, an der Blut herunterläuft. Dieses Cover wurde für die digitale Version des Albums verwendet.
Auf dem Cover der CD- und Schallplatten-Version des Albums ist Eminem nur im Anzug, ohne Gegenstand zu sehen. Er hat die Hände hinter dem Rücken versteckt.
In Eminems Internetshop wurde das Album mit einem Spezialcover verkauft, das direkt auf das Cover von Alfred Hitchcocks Music to Be Murdered By anspielt. Hierbei hält sich der Rapper auf dem Foto eine Axt und einen Revolver an den Kopf.

## Gastbeiträge
Auf 13 Titeln des Albums treten neben Eminem weitere Künstler in Erscheinung. So hat der Rapper Royce da 5′9″ Gastauftritte in den Songs You Gon’ Learn, Yah Yah und I Will, wobei auf letzterem auch die beiden anderen ehemaligen Slaughterhouse-Mitglieder KXNG Crooked und Joell Ortiz zu hören sind. Der Refrain des Lieds Those Kinda Nights wird von dem britischen Sänger Ed Sheeran gesungen, während der 2019 verstorbene Rapper Juice Wrld die Hook des Tracks Godzilla beisteuert. Weitere gesungene Refrains des Albums stammen von White Gold (You Gon’ Learn), Don Toliver (No Regrets), Skylar Grey (Leaving Heaven) und Anderson Paak (Lock It Up). Auf Unaccommodating arbeitet Eminem mit der Rapperin Young M.A zusammen, und auf Yah Yah wird er von den Rappern Black Thought, Q-Tip und Denaun unterstützt. Die Sängerin Nikki Grier ist auf Premonition (Intro) zu hören, während der Hintergrundgesang auf In Too Deep von Sly Pyper stammt. Zudem ist Alfred Hitchcock auf Alfred (Interlude) und Alfred (Outro) vertreten.

## Titelliste
| #  | Titel               | Gastbeiträge                                   | Produzenten | Länge |
| -- | ------------------- | ---------------------------------------------- | --- | ----- |
| 1  | Premonition (Intro) | Nikki Grier                                    | Teil 1: Dr. Dre, Mark Batson und Dawaun Parker (Add) Teil 2: Eminem und Luis Resto (Add)                                             | 2:54  |
| 2  | Unaccommodating     | Young M.A                                      | Tim Suby und Eminem (Add) | 3:37  |
| 3  | You Gon’ Learn      | Royce da 5′9″ und White Gold                   | Royce da 5′9″, Eminem (Co) und Luis Resto (Add)                                                                                      | 3:55  |
| 4  | Alfred (Interlude)  | Alfred Hitchcock                               | Dr. Dre, Dawaun Parker und Andre Brissett                                                                                            | 0:30  |
| 5  | Those Kinda Nights  | Ed Sheeran                                     | D.A. Got That Dope, Eminem (Co) und Fred (Add)                                                                                       | 2:58  |
| 6  | In Too Deep         | Sly Pyper                                      | Tim Suby und Eminem (Co) | 3:15  |
| 7  | Godzilla            | Juice Wrld                                     | D.A. Got That Dope und Eminem (Add)                                                                                                  | 3:31  |
| 8  | Darkness            |                                                | Royce da 5′9″, Eminem und Luis Resto (Add)                                                                                           | 5:37  |
| 9  | Leaving Heaven      | Skylar Grey                                    | Skylar Grey und Eminem (Co) | 4:26  |
| 10 | Yah Yah             | Royce da 5′9″, Black Thought, Q-Tip und Denaun | Mr. Porter | 4:47  |
| 11 | Stepdad (Intro)     |                                                | Dr. Dre | 0:15  |
| 12 | Stepdad             |                                                | The Alchemist, Eminem und Luis Resto (Add)                                                                                           | 3:33  |
| 13 | Marsh               |                                                | Eminem und Luis Resto (Add) | 3:21  |
| 14 | Never Love Again    |                                                | Teil 1: Dr. Dre, Dem Jointz, Trevor Lawrence Jr., Dawaun Parker und Eminem (Add) Teil 2: Dr. Dre, Trevor Lawrence Jr. und Dem Jointz | 2:58  |
| 15 | Little Engine       |                                                | Dr. Dre, Erik Griggs, Trevor Lawrence Jr. und Dawaun Parker                                                                          | 2:57  |
| 16 | Lock It Up          | Anderson Paak                                  | Dr. Dre, Dawaun Parker, Erik Griggs, Trevor Lawrence Jr. und Dem Jointz                                                              | 2:50  |
| 17 | Farewell            |                                                | Ricky Racks und Eminem (Add) | 4:08  |
| 18 | No Regrets          | Don Toliver                                    | D.A. Got That Dope und Eminem (Add)                                                                                                  | 3:21  |
| 19 | I Will              | KXNG Crooked, Royce da 5′9″ und Joell Ortiz    | Eminem und Luis Resto (Add) | 5:03  |
| 20 | Alfred (Outro)      | Alfred Hitchcock                               | Dr. Dre, Dawaun Parker und Andre Brissett                                                                                            | 0:39  |

## Rezeption
Music to Be Murdered By wurde von Kritikern insgesamt durchschnittlich bis positiv bewertet. Die Seite Metacritic errechnete aus 17 Bewertungen englischsprachiger Medien einen Schnitt von 64 %.
David Baldysiak von laut.de bewertete Music to Be Murdered By mit drei von möglichen fünf Punkten und bezeichnet es als „ein Album mit zwei Gesichtern.“ So sei die erste Hälfte des Tonträgers deutlich schwächer als die zweite, da „sich Eminem nicht ganz entscheiden kann, wie er als gealterter Überrapper klingen will.“ Die ersten Songs sorgten aufgrund der stets wiederholten Kritik an fehlender Wertschätzung für „Überdruss und Langeweile“, während auf der zweiten Hälfte dank „der Authentizität des Erzählten“ und „einer energiegeladenen Delivery“ „plötzlich fast alles“ funktioniere. Positiv gesehen werden die Lieder Darkness, Stepdad und Farewell, wogegen die Stücke Those Kinda Nights, In Too Deep und Unaccommodating negativ bewertet werden.
Felix Bayer vom Magazin Der Spiegel meint, dass Eminem „ein Spektrum von Gewaltfantasien auf dem Album“ ausbreite. Der Rapper habe mit „dosiert eingesetzten Trap-Anklängen und Autotune-Spielereien“ „die jüngeren Entwicklungen im Hip-Hop im Blick,“ doch sei er „zumeist sehr bei sich selbst, mit Strophen, die sich in Höchsttempo-Raps steigern, Superhelden-Metaphern und Texten, in denen er zugleich seine psychischen Probleme thematisiert.“

## Kommerzieller Erfolg

### Chartplatzierungen und Singles
Music to Be Murdered By stieg am 24. Januar 2020 auf Platz 2 in die deutschen Albumcharts ein und fiel in der folgenden Woche auf Rang 4, bevor es erneut Position 2 belegte. Insgesamt konnte sich das Album (inklusive Music to Be Murdered By – Side B) 28 Wochen in den Top 100 halten, davon vier Wochen in den Top 10. Im Vereinigten Königreich erreichte es die Spitzenposition, womit Eminem durch sein zehntes Nummer-eins-Album in Folge einen Rekord aufstellte. Auch in den Vereinigten Staaten ist es Eminems zehntes Nummer-eins-Album in Folge. Weitere Länder, in denen Music to Be Murdered By die Chartspitze erreichte, sind unter anderem die Schweiz, Österreich, die Niederlande, Australien, Neuseeland, Irland und Norwegen. Am längsten hielt sich das Album mit 121 Wochen in den US-Charts, die allerdings 200 Plätze umfassen. In den deutschen Album-Jahrescharts 2020 belegte es Platz 69.
| ChartsChartplatzierungen       | Höchstplatzierung | Wochen |
| ------------------------------ | ----------------- | ------ |
| Deutschland (GfK)              | 2 (28 Wo.)        | 28     |
| Österreich (Ö3)                | 1 (38 Wo.)        | 38     |
| Schweiz (IFPI)                 | 1 (44 Wo.)        | 44     |
| Vereinigte Staaten (Billboard) | 1 (121 Wo.)       | 121    |
| Vereinigtes Königreich (OCC)   | 1 (44 Wo.)        | 44     |

| ChartsJahrescharts (2020)      | Platzierung |
| ------------------------------ | ----------- |
| Deutschland (GfK)              | 69          |
| Österreich (Ö3)                | 32          |
| Schweiz (IFPI)                 | 12          |
| Vereinigte Staaten (Billboard) | 21          |
| Vereinigtes Königreich (OCC)   | 11          |

| ChartsJahrescharts (2021)      | Platzierung |
| ------------------------------ | ----------- |
| Schweiz (IFPI)                 | 81          |
| Vereinigte Staaten (Billboard) | 46          |

| ChartsJahrescharts (2022)      | Platzierung |
| ------------------------------ | ----------- |
| Vereinigte Staaten (Billboard) | 191         |

Am Erscheinungstag des Albums veröffentlichte Eminem die Single Darkness, inklusive Musikvideo, in der er aus der Sicht von Stephen Paddock, der den Massenmord in Las Vegas 2017 beging, rappt. Der Song stieg am 24. Januar 2020 auf Platz 47 in die deutschen Charts ein. Zudem erreichte das Lied Godzilla aufgrund von Streamings und Einzeldownloads Rang 1 der britischen Charts. Nach Albumveröffentlichung stiegen zwölf Songs in die Top 100 der US-Charts ein, wovon Godzilla, das am 31. Januar 2020 als zweite Single ausgekoppelt wurde, mit Position 3 am erfolgreichsten war. Die anderen Stücke platzierten sich in den Bubbling Under Hot 100.

### Auszeichnungen für Musikverkäufe
Music to Be Murdered By verkaufte sich in der ersten Woche 279.000 Mal (Berechnung aus 117.000 Downloads und 217,6 Millionen Streams) in den Vereinigten Staaten. Im März 2022 wurde es in den USA für mehr als eine Million verkaufte Exemplare mit einer Platin-Schallplatte ausgezeichnet. Zudem erhielt das Album am 15. September 2023 im Vereinigten Königreich für über 300.000 verkaufte Einheiten eine Platin-Schallplatte. 2025 wurde es in Deutschland für mehr als 100.000 Verkäufe mit einer Goldenen Schallplatte ausgezeichnet. Die weltweiten Verkaufszahlen belaufen sich auf über vier Millionen Einheiten.
| Land/Region                  | Auszeichnungen für Musikverkäufe (Land/Region, Auszeichnung, Verkäufe) | Verkäufe  |
| ---------------------------- | ---------------------------------------------------------------------- | --------- |
| Australien (ARIA)            | Gold                                                                   | 35.000    |
| Dänemark (IFPI)              | Platin                                                                 | 20.000    |
| Deutschland (BVMI)           | Gold                                                                   | 100.000   |
| Finnland (IFPI)              | Platin                                                                 | 20.000    |
| Frankreich (SNEP)            | Gold                                                                   | 50.000    |
| Italien (FIMI)               | Gold                                                                   | 25.000    |
| Kanada (MC)                  | Platin                                                                 | 80.000    |
| Neuseeland (RMNZ)            | 2× Platin                                                              | 30.000    |
| Österreich (IFPI)            | Platin                                                                 | 15.000    |
| Polen (ZPAV)                 | Platin                                                                 | 20.000    |
| Vereinigte Staaten (RIAA)    | Platin                                                                 | 1.000.000 |
| Vereinigtes Königreich (BPI) | Platin                                                                 | 300.000   |
| Insgesamt                    | 4× Gold · 9× Platin ·                                                  | 1.695.000 |

Hauptartikel: Eminem/Auszeichnungen für Musikverkäufe

## Music to Be Murdered By – Side B (Deluxe Edition)
Am 18. Dezember 2020 erschien, wiederum unangekündigt, eine Deluxe-Edition des Albums mit dem Namen Music to Be Murdered By – Side B (Deluxe Edition). Sie enthält neben den regulären 20 Titeln 16 neue Stücke. Zeitgleich wurde ein Musikvideo zum Song Gnat veröffentlicht. Am 23. Januar 2021 erschien zudem ein Video zu Higher.

### Inhalt
Eminem rappt auf dem Album in der Rolle seines Alter Egos Slim Shady im Horrorcore-Stil über Gewaltfantasien, aber auch über den eigenen Status als Rapstar und die vergangene Karriere. Dabei greift er andere Rapper, wie 6ix9ine oder Machine Gun Kelly, an. Zudem behandelt er aktuelle Ereignisse, wie die COVID-19-Pandemie und die Präsidentschaft Donald Trumps. Weitere Themen sind unter anderem Rassismus, Polizeigewalt, Beziehungsprobleme und Zukunftsängste. Die Texte enthalten, wie gewohnt, zahlreiche Wortspiele, Vergleiche, Hyperbeln und Metaphern.
In Black Magic rappt Eminem über eine toxische Beziehung zu einer Frau, die von Sex, Gewalt und Fremdgehen geprägt ist. Es endet damit, dass er sie mit einem Butterflymesser ersticht. Alfred’s Theme stellt vor allem die technischen und lyrischen Fähigkeiten des Rappers heraus. Eminem rappt mit zahlreichen Vergleichen über sein Leben vor und nach dem Ruhm, Drogenkonsum, Gewalt und Mord. Dabei erwähnt er auch die Sängerin Billie Eilish, die in einem Interview sagte, Angst vor ihm zu haben. Auf Tone Deaf disst Eminem die modernen Mumble Rapper (engl. to mumble „murmeln“, „nuscheln“), die seiner Meinung nach unmusikalisch seien. Er macht sich über sie lustig und meint, dass man sie ohne Auto-Tune nicht verstehen könne. Er selbst werde weitermachen, egal was die neue Generation von ihm halte und wenn sie ihn canceln sollten, würde er es auf sein Alter Ego Slim Shady schieben. Zudem erwähnt er Bill Cosby und Harvey Weinstein, die wegen sexueller Übergriffe angeklagt wurden.
Das Lied Book of Rhymes handelt von Eminems langanhaltendem Erfolg als Rapper, den er der Zeit vor seinem Durchbruch gegenüberstellt, in der er in Armut lebte. Er kritisiert das Ghostwriting bei vielen modernen Konkurrenten und verteilt auch Seitenhiebe gegen Bon Iver und Ja Rule. Der Song enthält Scratches von DJ Premier. In Favorite Bitch vergleichen Eminem und Ty Dolla Sign Hip-Hop mit einer Frau, beschreiben ihre Hassliebe zur Musik und blicken auf ihre Karrieren zurück. Eminem rappt über die Kontroversen, die er mit seinen Texten ausgelöst hat, aber auch über das Geld, das er damit verdient hat. Er vermisse die alten Zeiten und sei stolz, dass er 50 Cent zu Erfolg verholfen habe. Heutzutage hingegen hätten neue Rapper kaum noch ein solches Niveau. Auf Guns Blazing rappen Eminem und Dr. Dre über Ex-Partnerinnen, denen sie die Schuld geben, dass die Beziehungen zerbrochen sind. Beide blicken höhnisch auf die Frauen zurück und meinen, dass diese nun alles verloren hätten und sich nach ihnen zurücksehnen würden.
Bei Gnat preist Eminem seine eigenen Fähigkeiten und vergleicht seinen Rap mit dem Coronavirus, das sich über alle Menschen ausbreitet. Weitere Themen sind die Präsidentschaft Donald Trumps und Eminems frühere Drogenabhängigkeit. Dagegen blickt er im Song Higher auf seine Rapkarriere zurück und was er alles erreicht hat. Ein Dank gilt seinen Fans, die weltweit ganze Stadien bei seinen Shows füllen, obwohl er anfangs lange auf seinen Durchbruch warten musste. Trotz seines Erfolgs habe er sich nicht verändert und denke nicht ans Aufhören. Aus seiner Kindheit in Armut und dem Zusammenleben mit seiner drogenabhängigen Mutter und ohne Vater schöpfe er genug Wut und Ideen für seine Raptexte, die ihn immer weiter aufsteigen ließen. Auf These Demons beschreibt Eminem unter anderem die aktuelle Situation in den Vereinigten Staaten, die durch die Coronapandemie, Rassismus, Ausschreitungen und Polizeigewalt geprägt ist. Zudem verteilt er Seitenhiebe an einige Prominente und Rapper und droht jedem, der etwas Schlechtes über seine Tochter Hailie sagt.
In She Loves Me rappt Eminem abermals über seine Beziehungen zu Frauen und meint ironisch, dass diese ihn nur wegen seiner Berühmtheit und seines Gelds lieben würden. Das Lied Killer schließt thematisch daran an und handelt von seinem großen Reichtum, der es ihm ermöglicht, Geld sprichwörtlich zu verbrennen und zahlreiche Frauen zu erobern. Auch stellt Eminem sich selbst als psychopathischer Mörder dar und vergleicht sich beispielsweise mit Jack the Ripper. Auf Zeus bezeichnet sich Eminem als die griechische Gottheit und disst die Rapper 6ix9ine und Machine Gun Kelly. Er blickt allgemein auf die Rapszene und erwähnt weitere Musiker, wie Rihanna, Drake, Future oder Snoop Dogg. Zudem zählt er einige Opfer von Polizeigewalt auf und wirft den Polizisten Rassismus vor. Im letzten Song Discombobulated ahmt Eminem seinen Akzent vom Album Relapse nach und rappt auf überspitzte Art und Weise von einem verwirrten Zustand, an dessen Ende er sich einen qualvollen Tod vorstellt.

### Produktion und Samples
Dr. Dre und Eminem fungierten, wie auch beim ursprünglichen Album, als Ausführende Produzenten. Eminem war dabei an der Produktion von 13 der 16 Titel beteiligt: Alfred (Intro), Black Magic (zusammen mit Skylar Grey und Jayson DeZuzio), Alfred’s Theme, Tone Deaf (mit Luis Resto), Book of Rhymes (mit Illadaproducer und Luis Resto), Favorite Bitch (mit Blacknailz und MJ Nichols), Guns Blazing (mit J.LBS), Higher, These Demons (mit D.A. Got That Dope, Mike Zombie und The Loud Pack), Key (Skit), She Loves Me (mit Dr. Dre, Focus…, Erik Griggs und Trevor Lawrence Jr.), Zeus (mit T-Minus und Luca Mauti) und Thus Far (Interlude). Die Musik zu Gnat und Killer stammt von dem Musikproduzenten D.A. Got That Dope, während der Song Discombobulated von Dr. Dre, Black Bethoven, S1, Mark Batson, Dawaun Parker, Trevor Lawrence Jr., Lonestarrmuzik und franO produziert wurde.
Vier Stücke des Albums enthalten Samples von Titeln anderer Künstler. So beinhaltet Book of Rhymes Elemente aus Talk Shit Like a Preacher von Future, Eminems eigenem Song The Ringer sowie The World Is Yours von Nas. Zudem enthalten Alfred (Intro) und Thus Far (Interlude) Samples aus Music to be Murdered By von Alfred Hitchcock, wobei dieser auch auf Alfred’s Theme mit dem Stück Alfred Hitchcock Presents gesampelt wird.

### Covergestaltung
Das Albumcover ist im gleichen Design wie das Cover des ursprünglichen Albums gehalten, jedoch ist der Hintergrund nicht rot, sondern grau. Es zeigt ein schwarz-weißes Foto von Eminem im schwarzen Anzug, mit schwarzer Krawatte und schwarzem Hut. Er sieht den Betrachter mit ernstem Blick an, während – in Anspielung an Alfred Hitchcocks Film Die Vögel – auf seiner rechten Schulter ein schwarzer Rabe sitzt. Unter dem Foto befinden sich der Titel Music to Be Murdered By in Weiß bzw. Schwarz sowie die weißen Schriftzüge Side B und Deluxe Edition. Darunter stehen die Anmerkungen Stereo – The Finest in Hip Hop Since 1999 und Slim Shady in Schwarz. Im rechten Teil des Covers läuft Blut eine Wand hinunter.
In Eminems Internetshop wurde das Album mit einem Spezialcover verkauft. Hierbei trägt der Rapper dasselbe Outfit, ist aber mit einem Revolver bewaffnet und blickt hinter einer Jalousie durch ein Fenster. In der Wand rechts sind zudem fünf Einschusslöcher zu sehen.

### Gastbeiträge
Auf zehn Titeln des Albums treten neben Eminem weitere Künstler in Erscheinung. So hat der Sänger Sly Pyper Gastauftritte in den Songs Favorite Bitch, Guns Blazing, Higher und She Loves Me, wobei auf Favorite Bitch auch der Rapper Ty Dolla Sign und auf Guns Blazing der Rapper Dr. Dre zu hören ist. Der Refrain des Lieds Black Magic wird von der Sängerin Skylar Grey gesungen, während der Sänger White Gold auf Zeus vertreten ist. Auf These Demons arbeitet Eminem mit dem Sänger Maj zusammen, und an Book of Rhymes ist DJ Premier beteiligt. Zudem ist Alfred Hitchcock auf Alfred (Intro) und Thus Far (Interlude) zu hören.

### Titelliste
Side B
| #  | Titel                | Gastbeiträge                | Produzenten | Länge |
| -- | -------------------- | --------------------------- | --- | ----- |
| 1  | Alfred (Intro)       | Alfred Hitchcock            | Eminem | 0:17  |
| 2  | Black Magic          | Skylar Grey                 | Skylar Grey, Jayson DeZuzio und Eminem (Add)                                                                                         | 2:54  |
| 3  | Alfred’s Theme       |                             | Eminem | 5:39  |
| 4  | Tone Deaf            |                             | Eminem und Luis Resto (Add) | 4:50  |
| 5  | Book of Rhymes       | DJ Premier                  | Eminem, Illadaproducer und Luis Resto (Add)                                                                                          | 4:49  |
| 6  | Favorite Bitch       | Ty Dolla Sign und Sly Pyper | Blacknailz, MJ Nichols und Eminem (Co)                                                                                               | 3:56  |
| 7  | Guns Blazing         | Dr. Dre und Sly Pyper       | J.LBS und Eminem (Co) | 3:16  |
| 8  | Gnat                 |                             | D.A. Got That Dope | 3:44  |
| 9  | Higher               | Sly Pyper                   | Eminem | 3:42  |
| 10 | These Demons         | Maj                         | Mike Zombie, The Loud Pack, D.A. Got That Dope und Eminem                                                                            | 3:27  |
| 11 | Key (Skit)           |                             | Eminem | 0:57  |
| 12 | She Loves Me         | Sly Pyper                   | Dr. Dre, Focus…, Trevor Lawrence Jr., Erik Griggs und Eminem (Add)                                                                   | 3:24  |
| 13 | Killer               |                             | D.A. Got That Dope | 3:15  |
| 14 | Zeus                 | White Gold                  | T-Minus, Luca Mauti (Add) und Eminem (Add)                                                                                           | 3:50  |
| 15 | Thus Far (Interlude) | Alfred Hitchcock            | Eminem | 0:16  |
| 16 | Discombobulated      |                             | Teil 1: Dr. Dre, Mark Batson, Dawaun Parker und Trevor Lawrence Jr. Teil 2: Black Bethoven Teil 3: S1, Lonestarrmuzik und franO (Co) | 4:12  |

### Chartplatzierungen
Nach der Veröffentlichung von Music to Be Murdered By – Side B gelang Music to Be Murdered By (die Verkäufe beider Versionen wurden zusammen gezählt) am 25. Dezember 2020 der Wiedereinstieg in die deutschen Charts auf Platz 17 und nach CD-Veröffentlichung Rang sechs.
Zudem erreichten die Songs Gnat und Black Magic aufgrund von Streaming und Downloads die britischen Charts auf Platz 65 bzw. 100. Gnat erreichte auch Rang 60 der US-amerikanischen Charts.

### Rezeption
Music to Be Murdered By – Side B wurde von Kritikern, wie schon das Hauptalbum, durchschnittlich bis positiv bewertet. Die Seite Metacritic errechnete aus sieben Bewertungen englischsprachiger Medien einen Schnitt von 65 %.
Mirco Leier von laut.de bewertete Music to Be Murdered By – Side B mit zwei von möglichen fünf Punkten. Das Album zeige „einen gealterten MC, der nicht nur dem Zeitgeist hinterher hinkt, sondern auch das explosive Charisma seiner Jugend gegen jede Menge Pathos und Selbstbeweihräucherung ausgetauscht hat.“ So recycle Eminem „halbgare Ideen und betreibt Image-Pflege,“ statt „im Alter noch einmal kreatives Neuland zu beschreiten.“ Insgesamt klinge er „wie ein bitterer alter Mann, der […] verzweifelt beweisen will, dass er seinen Zenit noch nicht überschritten hat.“
Jakob Biazza von der Süddeutschen Zeitung meint, dass Eminem auf dem Album dort weitermache, „wo die A-Seite Anfang des Jahres aufgehört hat – aber meistens besser.“ So seien die Beats „weiterhin auf mittlerem Niveau stabil und zwischendrin auch mal ziemlich gut“ und der Rapper beginne „wieder zu realisieren, dass es nicht ganz so wichtig ist, was er sagt, sondern wie er es tut.“ Dabei konzentriere er sich auf „seine technische Exzellenz, auf sein Tempo und sein irrwitziges Arsenal an synkopierten Rhythmus-Sperenzchen. Und endlich auch wieder auf seine im allerklügsten Sinne steinblöden Wortspiele.“ Vor allem der Song Alfred’s Theme wird positiv hervorgehoben.